# آلبرت هندرسون (بازیکن فوتبال)
آلبرت هندرسون (انگلیسی: Albert Henderson; ۲۹ اوت ۱۸۸۱ – ۲۰ اوت ۱۹۴۷) بازیکن فوتبال اهل کانادا بود.
وی به‌همراه باشگاه فوتبال گالت به قهرمانی بازی‌های المپیک تابستانی ۱۹۰۴ دست پیدا کرده‌است.